# André Savard
Joseph André Denis Savard (* 9. Februar oder Anm. 2. September 1953 in Témiscaming, Québec) ist ein ehemaliger kanadischer Eishockeyspieler, -trainer, -funktionär und derzeitiger -scout. Der Center absolvierte zwischen 1973 und 1985 über 800 Spiele für die Boston Bruins, Buffalo Sabres und Nordiques de Québec in der National Hockey League. Anschließend fungierte er unter anderem kurzzeitig als Cheftrainer der Nordiques und war als General Manager der Canadiens de Montréal tätig.

## Karriere

### Als Spieler
André Savard spielte in seiner Jugend unter anderem für die Comètes d’Amos, bevor er zur Saison 1969/70 zu den Remparts de Québec in die Ligue de hockey junior majeur du Québec (LHJMQ) wechselte, die ranghöchste Juniorenliga seiner Heimatprovinz. Im Trikot der Remparts verbrachte der Angreifer vier außerordentlich erfolgreiche Jahre, so gewann er mit dem Team dreimal (1970, 1971, 1973) die LHJMQ-Playoffs um die Coupe du Président sowie 1971 auch den prestigeträchtigen Memorial Cup. Nachdem er bereits 1971 ins Second All-Star Team gewählt worden war und er große Teile der Spielzeit 1971/72 aufgrund einer Knieverletzung verpasst hatte, folgte 1972/73 sein persönlich bestes Jahr, so führte er die gesamte Liga in Scorerpunkten (151) an und wurde daher mit der Trophée Jean Béliveau als bester Scorer sowie mit der Trophée Michel Brière als wertvollster Spieler ausgezeichnet; hinzu kam die Wahl ins First All-Star Team. Anschließend wurde er im NHL Amateur Draft 1973 an sechster Position von den Boston Bruins sowie im WHA Amateur Draft 1973 an dritter Position von den Nordiques de Québec ausgewählt. In der Folge schied der Mittelstürmer altersbedingt aus der Juniorenliga aus, wobei kein Akteur in der Geschichte des ersten Franchise der Remparts de Québec (1969–1985) mehr Punkte (451) oder Vorlagen (279) erzielte als der Mittelstürmer.
Mit Beginn der Saison 1973/74 lief Savard in der National Hockey League (NHL) für die Boston Bruins auf und entschloss sich somit gegen eine Karriere bei den Nordiques in der World Hockey Association. Bereits als Rookie erreichte er mit den Bruins das Stanley-Cup-Finale 1974, unterlag dort allerdings den Philadelphia Flyers und sollte der Trophäe in seiner aktiven Karriere nicht mehr näher kommen. Generell erfüllte er die Erwartungen in Boston jedoch nur teilweise, sodass seine Rechte als Restricted Free Agent bereits nach drei Jahren im Tausch für jene von Peter McNab an die Buffalo Sabres abgegeben wurden. Dort unterzeichnete Savard einen neuen Vertrag und steigerte seine persönliche Statistik bereits in seiner ersten Spielzeit 1976/77 deutlich auf 60 Punkte aus 80 Spielen. 1980/81 folgten mit 31 Toren, 43 Vorlagen und 74 Punkten die Bestleistungen seiner NHL-Karriere.
Im Juni 1983 gaben ihn die Sabres samt Tony McKegney, Jean-François Sauvé und einem Drittrunden-Wahlrecht im NHL Entry Draft 1983 an die Nordiques de Québec ab und erhielten im Gegenzug Réal Cloutier sowie Québecs Erstrunden-Wahlrecht für den gleichen Draft. In seiner Heimat verbrachte Savard zwei weitere Spielzeiten, bevor er seine aktive Karriere beendete. Insgesamt hatte er 875 NHL-Spiele absolviert und dabei 513 Scorerpunkte erzielt.

### Als Trainer, Funktionär und Scout
Direkt nach dem Ende seiner aktiven Laufbahn wurde Savard zur Saison 1985/86 zum neuen Cheftrainer und General Manager der Fredericton Express aus der American Hockey League ernannt, dem Farmteam der Nordiques. Nach zwei Jahren stieg er zum Headcoach der Nordiques in die NHL auf, wurde jedoch bereits nach einem halben Jahr und zehn Siegen aus 24 Spielen entlassen und durch Ron Lapointe ersetzt. Der Organisation blieb er vorerst als Scout, als Director of Player Development sowie später als Assistenztrainer erhalten, bis er 1994 zu den Ottawa Senators wechselte. Dort fungierte er bis 1999 als Director of Scouting sowie ein weiteres Jahr als Assistenztrainer, bevor zur Saison 2000/01 als Director of Player Personnel bei den Canadiens de Montréal übernahm. Diese entließen wenig später ihren General Manager Réjean Houle, sodass Savard dessen Nachfolge antrat und die Geschicke der Canadiens bis 2003 leitete, als er dem neuen General Manager Bob Gainey als Assistent zur Seite gestellt wurde.
2006 wechselte der Kanadier zu den Pittsburgh Penguins und war dort als Assistent von Cheftrainer Michel Therrien tätig, den er bei den Canadiens im Jahre 2003 noch entlassen hatte. Gemeinsam wurden sie Mitte der Spielzeit 2008/09 von ihren Pflichten enthoben, wobei Savard dem Team als Scout erhalten blieb, bis er in gleicher Funktion zur Saison 2015/16 von den New Jersey Devils angestellt wurde und seither für diese tätig ist.

## Erfolge und Auszeichnungen
| - 1970 Coupe-du-Président-Gewinn mit den Remparts de Québec - 1971 Coupe-du-Président-Gewinn mit den Remparts de Québec - 1971 LHJMQ Second All-Star Team - 1971 Memorial-Cup-Gewinn mit den Remparts de Québec | - 1973 Coupe-du-Président-Gewinn mit den Remparts de Québec - 1973 Trophée Michel Brière - 1973 Trophée Jean Béliveau - 1973 LHJMQ First All-Star Team |

## Karrierestatistik

### Spielerstatistik
(Legende zur Spielerstatistik: Sp oder GP = absolvierte Spiele; T oder G = erzielte Tore; V oder A = erzielte Assists; Pkt oder Pts = erzielte Scorerpunkte; SM oder PIM = erhaltene Strafminuten; +/− = Plus/Minus-Bilanz; PP = erzielte Überzahltore; SH = erzielte Unterzahltore; GW = erzielte Siegtore; 1 Play-downs/Relegation; Kursiv: Statistik nicht vollständig)

### NHL-Trainerstatistik
(Legende zur Trainerstatistik: Sp oder GC = Spiele insgesamt; W oder S = erzielte Siege; L oder N = erzielte Niederlagen; T oder U = erzielte Unentschieden; OTL oder OTN = erzielte Niederlagen nach Overtime oder Shootout; Pts oder Pkt = erzielte Punkte; Pts% oder Pkt% = Punktquote; Win% = Siegquote; Resultat = erreichte Runde in den Play-offs)